# Castillo de Palmela
El castillo de Palmela se localiza en la villa, freguesia y municipio del mismo nombre, Distrito de Setúbal, en Portugal.
En la península de Setúbal, en la parte este de la sierra de la Arrábida, está situado entre los estuarios del río Tajo y del río Sado, próximo a la desembocadura de este último. Se inscribe en la llamada Costa Azul, en el parque natural de la Arrábida. Desde lo alto de su torre del homenaje, en días claros, se ve hasta Lisboa.

## Historia

### Antecedentes
La primitiva ocupación humana de la región se remonta a la prehistoria, particularmente al periodo Neolítico, conforme a los abundantes testimonios arqueológicos. Algunos estudiosos apuntan a la fecha de 310 a. C. para la fundación de un poblado en el lugar de la actual Palmela, fortificado a la época de la romanización de la península ibérica, en el 106, por un pretor de la Lusitania, de nombre Áulio Cornelio (o Áulio Cornelio Palma, según otros). La moderna investigación arqueológica comprueba, sin embargo, que la subsequente ocupación de su casa de campo fue interrumpida, inicialmente por los Visigodos y, posteriormente, por los Musulmanes, estos últimos responsables de la primitiva fortificación, entre los siglos VIII y IX, posteriormente muy ampliada entre los siglos X y XII.

### El castillo medieval
Durante la época de la Reconquista cristiana de la península ibérica, tras de la conquista de Lisboa (1147) por las fuerzas de Alfonso I de Portugal (1112-1185), vinieron a caer el mismo año Sintra, Almada y Palmela. Las fuerzas musulmanas que defendían Palmela la abandonaron, yendo a refugiarse al castillo de Alcácer do Sal. Las fuerzas portuguesas consiguieron dominar la población y sus dominios. Las fuerzas musulmanas, sin embargo, se reorganizaron, recuperando la margen sur del río Tajo. Los cristianos reconquistaron Palmela en 1158. Nuevamente perdida, fue definitivamente conquistada por el soberano el 24 de junio de 1165. A partir del año siguiente comenzaron los trabajos para reforzar la estructura.

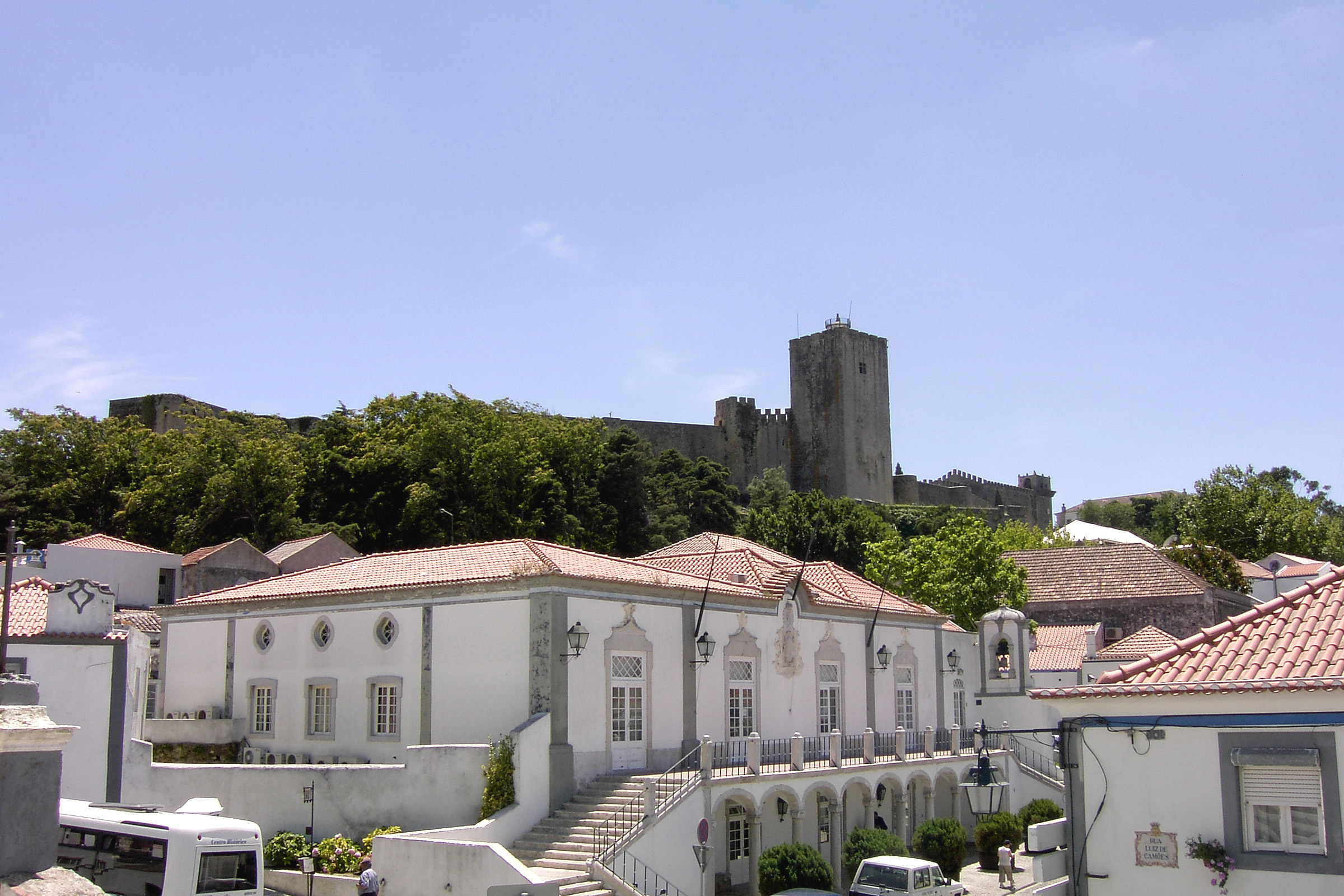
Castillo de Palmela: vista desde la ciudad.

Con la subida de Sancho I (1185-1211) al trono, la población y sus dominios fueron donados por el soberano a la Orden de Santiago, juntamente con Almada y Alcácer do Sal (1186), época en la que Palmela recibió su fuero. Estas localidades volverían a caer ante la embestida de las fuerzas almohades bajo el mando del califa Abu Yaqub Yusuf al-Mansur, que, después de haber reconquistado el Algarve, avanzó hacia el norte, viniendo a arrancar al dominio portugués, sucesivamente, el Castillo de Alcácer do Sal, el Castillo de Palmela y el Castillo de Almada (1190-1191). Las defensas de Palmela quedaron bastante dañadas en la ocasión. Reconquistada, según algunos, antes de 1194 o, más probablemente, en 1205, el soberano realizó las reparaciones necesarias en sus defensas, confirmando la donación de esos dominios a los monjes de la Orden. La Orden instaló allí su sede antes de 1210, una vez que en el testamento del soberano, elaborado ese año, ya son designados como hermanos de Palmela. Solo después de la Batalla de las Navas de Tolosa (1212), en que se registró una victoria decisiva para los cristianos peninsulares, fueron reconquistadas las tierras perdidas más allá de las fronteras que se extendían del Tajo hasta Évora.
Alfonso III de Portugal (1248-1279), el 24 de febrero de 1255, confirmó a la Orden de Santiago, en las personas de su Maestro, Paio Peres Correia, y de su comendador, los dominios y castillos donados por Sancho I y confirmados por Alfonso II (1211-1223), a saber: Alcácer do Sal, Palmela, Almada y Arruda. Su hijo y sucesor, Dinis (1279-1325), confirmó el fuero a la villa (1323), creyéndose que date de esta fase la construcción de la torre del homenaje, en estilo gótico, defendiendo la puerta principal.

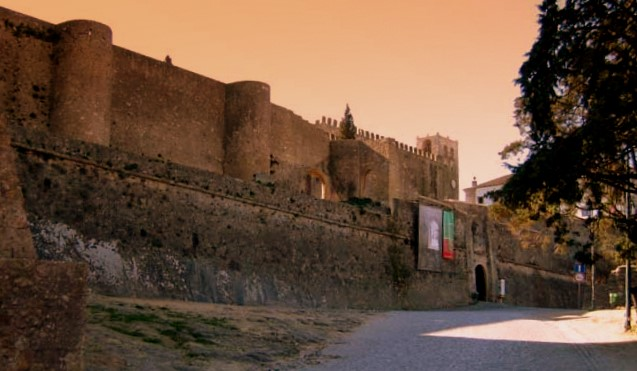
Castillo de Palmela: vista de las murallas y entrada.

A finales del reinado de Fernando I de Portugal (1367-1383), cuando el cerco de Lisboa por tropas castellanas (marzo de 1382), los alrededores de esta villa al sur de Lisboa también fueron saqueados e incendiados: 

E tanto se atreveram [as tropas castelhanas], sem achando quem lho contradizer, que foram em batéis pelo rio de Coina acima, e ali saíram em terra, e foram queimar o arrabalde de Palmela, que são dali duas grandes léguas.
Y a tanto se atrevieron [las tropas castellanas], sin hallar quién les contradijese, que fueron en botes por el río de Coina arriba, y allí salieron a tierra, y fueron a quemar el arrabal de Palmela, que está de allí a dos grandes leguas.
Fernão Lopes

Con el estallido de la crisis de 1383-1385, el Gran Maestre de la Orden de Santiago, Fernando Afonso de Albuquerque, en la primavera de 1384, se desplazó hasta Lisboa para apoyar al Gran Maestre de la Orden de Avis, entonces regente por aclamación popular, habiendo integrado la segunda embajada enviada a Inglaterra. Meses después, durante el cerco de Lisboa por los castellanos, fue en lo alto de las torres del Castillo de Palmela que el condestable Nuno Álvares Pereira, después de la victoria en la batalla de los Atoleiros (1384), encendió grandes hogueras para alertar al Gran Maestra de la Orden de Avis de su aproximación, lo que, de acuerdo con el cronista causó gran regocijo entre los sitiados (Fernão Lopes. Crónica de D. João I). Durante su reinado, Juan I (1385-1433) realizó obras de ampliación y refuerzo en el castillo (1423), decidiendo además la erección de la Iglesia y del Convento, donde la Orden de Santiago, emancipada de Castilla, se instalará, definitivamente, a partir de 1443.

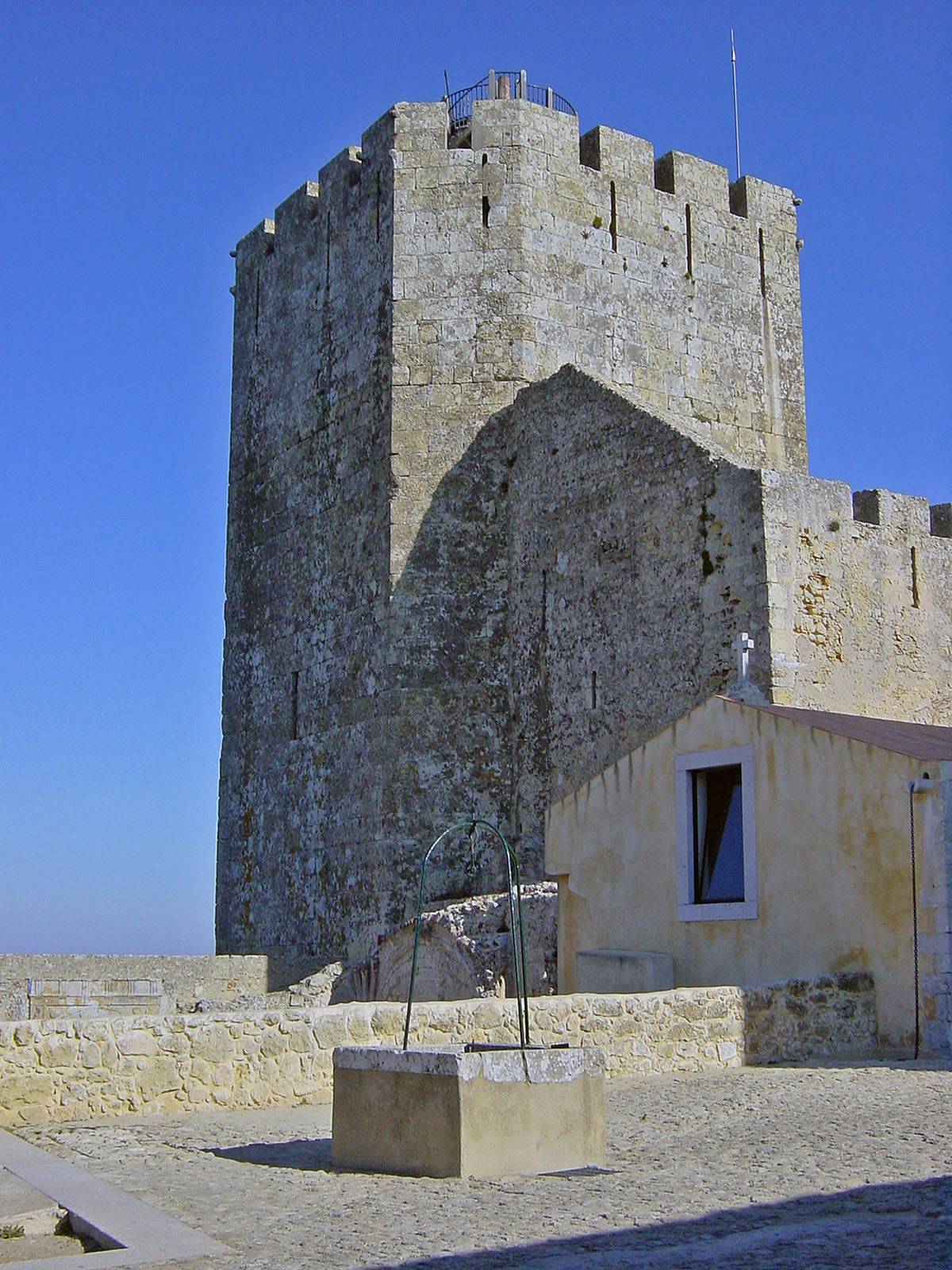
Castillo de Palmela: torre del homenaje.

En el contexto de la conspiración del duque de Viseu contra Juan II (1481-1495), abortada en 1484 con la muerte del primero a manos del segundo, uno de los conjurados, el obispo de Évora, Garcia de Meneses, fue encarcelado en la cisterna del castillo de Palmela, donde vino a fallecer pocos días después. El episodio, narrado sumariamente por Rui de Pina y Garcia de Resende, es un poco más esclarecedor en la crónica de este último: 

O bispo de Évora, ao tempo da morte do Duque [de Aveiro], estava com a Rainha, e aí o foi chamar, da parte d’el-rei, o capitão Fernão Martins; e em saindo fora, foi logo preso e levado com muita gente e muito recado ao Castelo de Palmela e metido em uma cisterna sem água que está dentro da torre de menagem, onde daí a poucos dias depois faleceu, e dizem que com peçonha.
El obispo de Évora, en el momento de la muerte del Duque [de Aveiro], estaba con la Reina, y ahí lo fue llamar, de parte del rey, el capitán Fernão Martins; y en saliendo fuera, fue inmediatamente prendido y llevado con mucha gente y mucho recado al Castillo de Palmela y metido en una cisterna sin agua que está dentro de la torre del homenaje, donde de ahí a pocos días después falleció, y dicen que con ponzoña.

En el siglo XVI, el rey Manuel I (1495-1521) otorgó el nuevo fuero a la villa (1512).

### De la guerra de sucesión española a nuestros días
Más tarde, en el contexto de la guerra de sucesión española, Pedro II (1667-1706) determinó modernizar las defensas del castillo, que recibió líneas abaluartadas, adaptándolo al tiro de artillería. En el siglo XVIII la estructura del castillo quedó seriamente dañada por el terremoto de 1755. Aun así, se mantuvo ocupado por los hermanos de Palmela hasta 1834, con a extinción de las Órdenes Religiosas en Portugal. Fue entonces ocupado por un contingente del Ejército portugués; así nació allí el explorador Brito Capelo (1841), hijo del comandante de la guarnición.
El castillo se encuentra clasificado como Monumento Nacional por Decreto publicado el 23 de junio de 1910.
En el periodo que antecedió a la conmemoración de los Centenarios (1940) se promovió un conjunto de intervenciones en el Castillo, que consistieron en derruir algunas construcciones y en alteraciones en las ventanas de la Iglesia de Santiago.
Las instalaciones del antiguo convento fueron recalificadas a partir de 1945 como pousada, integrando, a partir de la década de 1970, la red Pousadas de Portugal. A finales del siglo XX se realizaron trabajos de prospección arqueológica en el recinto del castillo, transformándose algunos espacios en salas museológicas, áreas de servicios y de comercio.

## Características
El castillo, en la cota de 240 metros por encima del nivel del mar, presenta planta poligonal irregular, orgánica (adaptada al terreno), con las murallas reforzadas por torreones de planta cuadrada y circular.
La evolución del perímetro defensivo de Palmela puede ser comprendida por el estudio de esas murallas, dispuestas en tres niveles de cercas, sin fosos, separadas por sucesivas barreras:

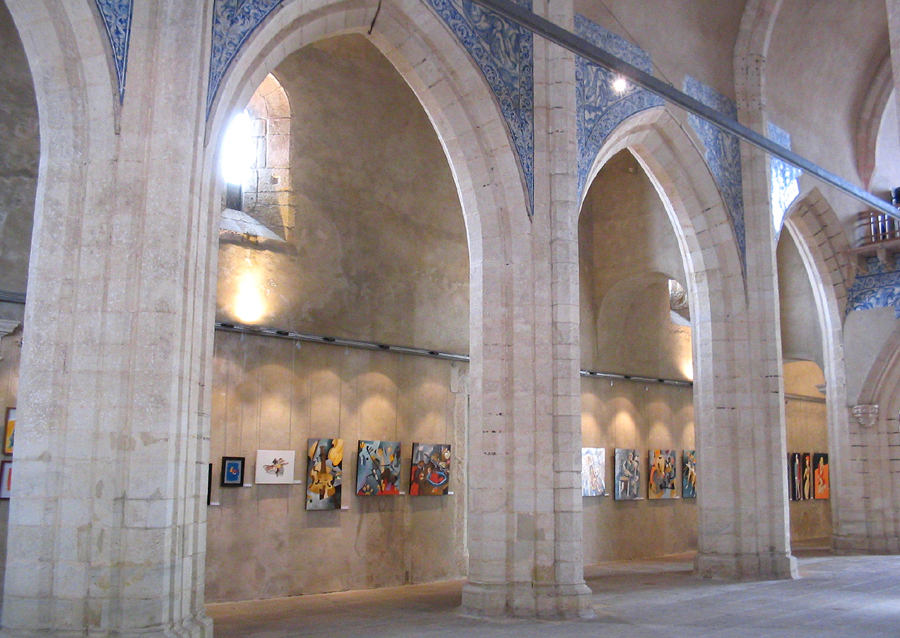
Castillo de Palmela: interior gótico de la Iglesia de Santiago de Palmela.

- la línea interna, se remonta a los siglos XII y XIII, comprende la muralla más antigua, amparada por dos torres cilíndricas y la torre del homenaje, en la cual se abre una cisterna. Esta habría sido remodelada en el siglo XIV, su estructura reforzada y su altura aumentada, coronada con almenas. En su interior, una escalera de cantería une los varios pisos.
- la línea intermediaria, erguida en el siglo XV, está compuesta de murallas más robustas, donde se inscribe la plaza de armas, la Iglesia de Santa María (erguida en el siglo XII y reedificada en el Renacimiento), el Convento y la Iglesia de Santiago de Palmela, obras góticas cuatrocentistas.
- la línea externa, edificada en el siglo XVII, integrada por entonces modernos baluartes, revellines y tenallas, pensados para resistir los tiros de la artillería.